# Bernhard von Gudden

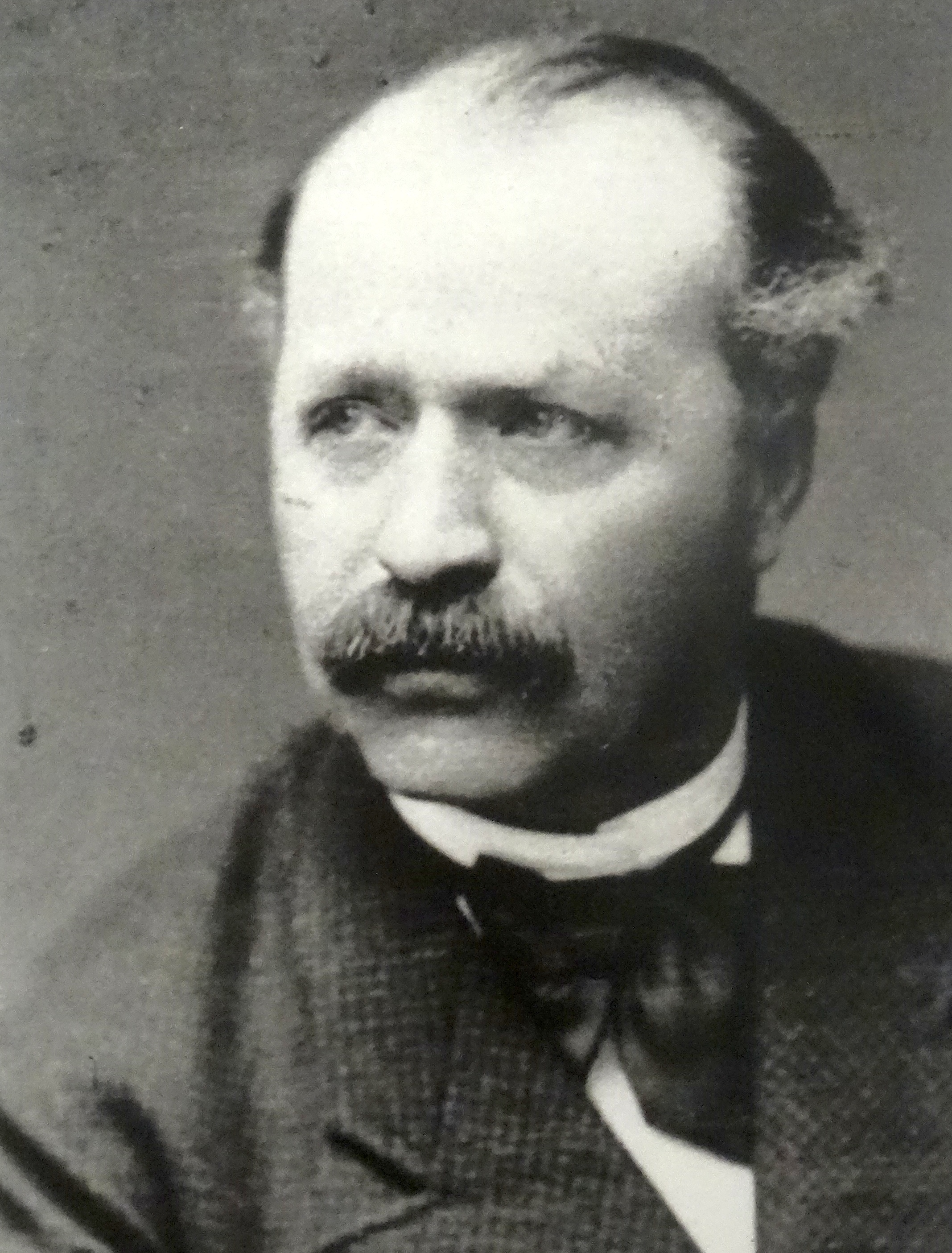
Bernhard Aloys Gudden, um 1871

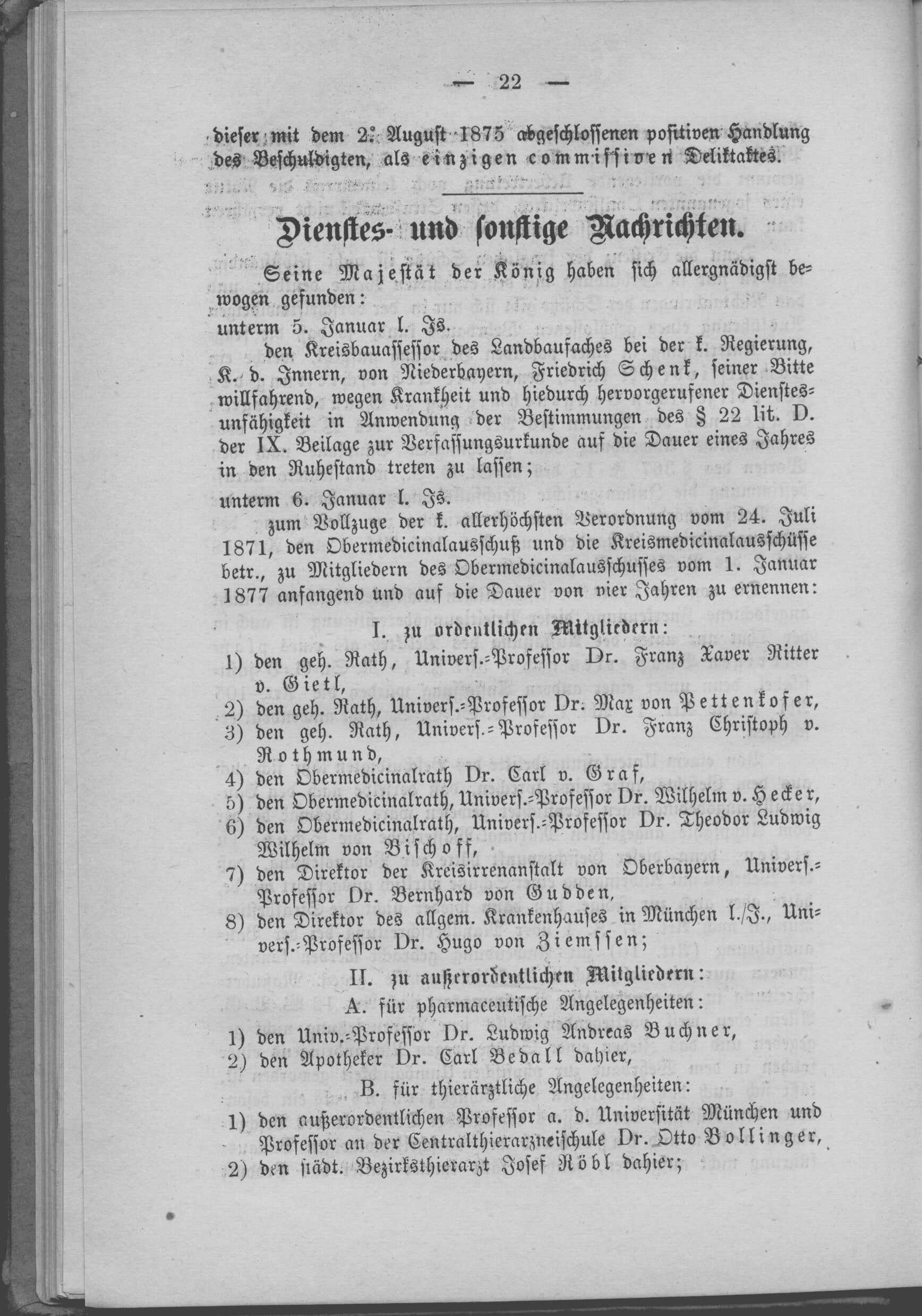
Berufung zum Mitglied des Obermedizinalausschusses 1877 (Quelle: Amtsblatt des K. Staatsministerium des Innern 1877, S. 22)

Johann Bernhard Aloys Gudden, seit 1875 Ritter von Gudden (* 7. Juni 1824 in Kleve am Niederrhein; † 13. Juni 1886 im Würmsee, dem heutigen Starnberger See bei Schloss Berg in Berg), war ein deutscher Psychiater und Hochschullehrer in Zürich und München.

## Leben
Bernhard Gudden war der dritte Sohn eines rheinischen Guts- und Brauereibesitzers und studierte ab 1843 in Bonn zunächst für ein Semester Theologie und dann Medizin. Er wurde dort Mitglied der burschenschaftlichen Fridericia, trat aber am 11. Dezember 1845 aus und gründete mit elf Gleichgesinnten die Bonner Burschenschaft Frankonia, deren erster Sprecher er wurde. Sein Doktorexamen legte er 1848 in Halle ab. Dann vollendete er das Studium in Berlin. An der Provinzial-Heilanstalt in Siegburg wurde er 1848 bis 1851 als Assistent von Maximilian Jacobi zum Psychiater ausgebildet. Von 1852 bis 1855 arbeitete er als Hilfsarzt und Assistent von Christian F. W. Roller in der badischen Irrenanstalt Illenau bei Achern.
Geisteskranke Patienten wurden bis zum Ende des 19. Jahrhunderts eher verwahrt und gefangengehalten als behandelt. Rohe Gewalt, Zwangsmaßnahmen und entwürdigende Strafen waren das Mittel zur Ruhigstellung der Patienten. Zudem war das Personal der damaligen „Irrenanstalten“ nicht qualifiziert; eine krankenpflegerische Ausbildung für den Umgang mit geisteskranken Patienten fehlte. Die in den Irrenanstalten eingesetzten Wärter fielen überwiegend durch Rohheit und Brutalität auf. Im Gegensatz dazu setzte sich Gudden von Anfang seiner beruflichen Tätigkeit an mit Nachdruck für eine menschenwürdige Unterbringung und einen die Persönlichkeit der Patienten respektierenden Umgang der Ärzte und des Pflegepersonals unter Beachtung des aus der englischen Psychiatrie stammenden „no-restraint-Prinzips“ (zu dt. etwa: „Verzicht auf Zwangsmaßnahmen“) John Conollys ein. Im April 1855 wurde er zum Leiter der königlich Bayerischen Kreisirrenanstalt Werneck in Unterfranken berufen, hier war die Einrichtung der neu eröffneten Anstalt im Schloss Werneck seine erste Aufgabe. Abweichend von der bisherigen Art der Personalgewinnung für Irrenanstalten stellte Gudden als Pflegepersonal vormals als Sanitätskräfte verwendete Soldaten ein. Diese nicht den bisherigen „Behandlungstraditionen“ verhafteten Pfleger beachteten die von Gudden eingeforderten neuen Unterbringungs- und Pflegegrundsätze nach dem no-restraint-System von Anfang an.
1869 wechselte Gudden als erster Direktor der 1870 eröffneten psychiatrischen Klinik Burghölzli nach Zürich, wo er auch einen Lehrstuhl für Psychiatrie erhielt. Ebenfalls seit 1869 war Gudden in Nachfolge von Wilhelm Griesinger zusammen mit Carl Westphal Herausgeber des Archiv für Psychiatrie und Nervenkrankheiten. In dieser Zeit (1871) wurde er auch Mitglied der Zwanglosen Gesellschaft München, von 1885 bis zu seinem Tode war er Geschäftsführer der Gesellschaft. 1873 wurde Gudden ordentlicher Professor der Universität München und Direktor der Oberbayerischen Kreisirrenanstalt München. Gudden war ein prominenter Psychiater der Vor-Freud-Zeit. In den von ihm geleiteten Häusern gab es vergleichsweise viele Todesfälle, in München wegen einer Typhus-Epidemie, in Werneck wegen eines Sickergrubenunglücks. Er führte Tierversuche durch, veröffentlichte aber nichts; „was von ihm publiziert ist, hat posthum sein Schwiegersohn veröffentlicht, der ihm auf den Posten nachfolgte, weil er das Gefälligkeitsgutachten (d. h. das Gutachten über König Ludwig II.) mitunterzeichnet hatte.“
Er wurde 1875 mit dem Verdienstorden der Bayerischen Krone ausgezeichnet und aufgrund der Ordensstatuten in den persönlichen Adelsstand erhoben. Gudden war außerdem Königlicher Obermedizinalrat.
Von Gudden spielte eine wesentliche Rolle bei der Absetzung König Ludwigs II. von Bayern. Er verfasste mit drei weiteren Psychiatern ein bis heute umstrittenes Gutachten, welches die amtliche Begründung für die Entmündigung des Königs bildete. Dies erfolgte lediglich auf Grundlage der Auswertung der Behandlungsakten. Eine persönliche Begutachtung des Patienten durch den Arzt erfolgte nicht, da sich Ludwig II. weigerte, dafür zur Verfügung zu stehen. Von Gudden hatte den König zuvor nur ein einziges Mal gesehen, bei seiner Nobilitierung elf Jahre zuvor. Heinz Häfner meinte 2004, nach dem Quellenstudium sei zweifelsfrei zu belegen, dass bei Ludwig II. keine Zeichen von Geistesschwäche und einer paranoiden Psychose vorlagen. Neuere Einschätzungen halten von Guddens Diagnose für korrekt und betonen, dass das Gutachten unter dem Kontext der damaligen Psychiatrie als zutreffend gesehen werde. Neben von Gudden unterzeichneten 1886 auch Hubert Grashey, Friedrich Wilhelm Hagen junior und Max Hubrich (1837–1886) die Regierungsunfähigkeit des bayerischen Königs bestätigende Gutachten.
Ein auf ihn 1883 verübtes Attentat überstand von Gudden unverletzt. Der ehemalige Münchner Anstaltspatient, der in Gegenwart seines Hausarztes, der dabei einen Streifschuss erlitt, aus kurzer Entfernung auf Bernhard von Gudden geschossen hatte, wurde von dem Arzt und Schriftsteller Oskar Panizza in die Klinik aufgenommen.
Von Gudden starb im Starnberger See etwa zur gleichen Zeit und am gleichen Ort wie König Ludwig II. Die näheren Umstände werden bis heute kontrovers diskutiert. Anhand von Verletzungen und Spuren an der Kleidung und im Seeboden wurde seinerzeit geschlossen, zwischen beiden Männern müsse ein Kampf stattgefunden haben. Wolfgang Gudden schildert (übereinstimmend mit Angaben Panizzas in Der König und sein Narrenmeister) die Umstände folgendermaßen: „König Ludwig, der sehr wahrscheinlich das Schloß bereits in suizidaler Absicht verlassen hatte, überrascht Gudden völlig, als er zum 15 Meter entfernten Seeufer eilt. Es kommt zur entscheidenden körperlichen Auseinandersetzung mit Gudden, in deren Verlauf der König Gudden erheblich an Stirn und im Gesicht verletzt, ihm einen kräftigen Faustschlag gegen Kopf und auf den Zylinderhut versetzt, um Guddens Versuche, ihn vom Suizid abzuhalten, zu unterbinden. Hierbei wurde Gudden vermutlich gewürgt und untergetaucht, wobei er bewußtlos wurde und ertrank. Den Toten noch eine kleine Strecke mitschleifend, strebte der König dem offenen Wasser zu und ‚vollzog Suizid durch Ertrinken‘.“ Bernhard Gudden starb im Alter von 62 Jahren.

## Gedenktafel

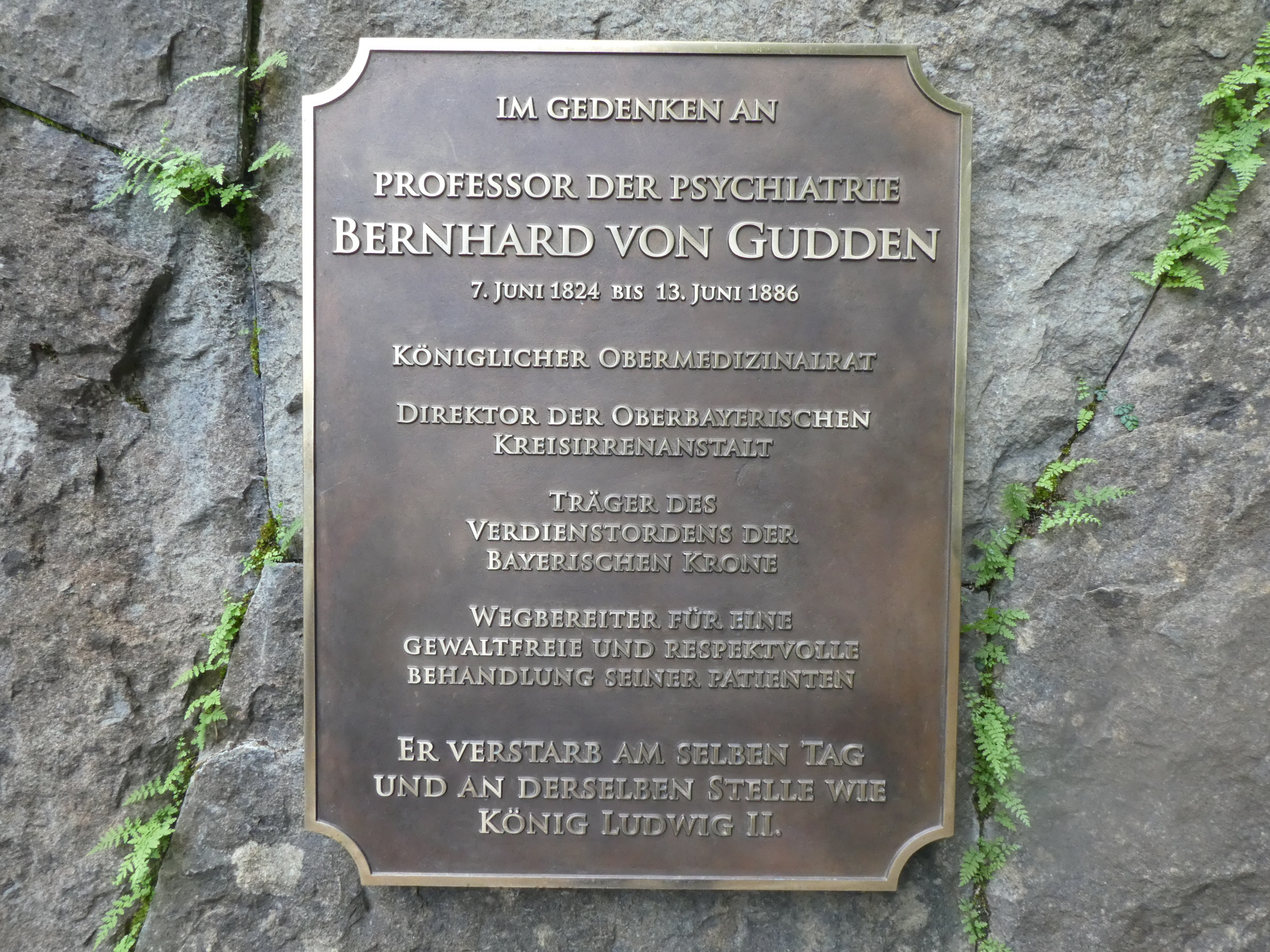
Gedenktafel an der Votivkapelle bei Berg (2025)

Unter der Ungewissheit der Todesumstände und dem Verdacht des „Königsmörders“ litt und leidet die Familie Gudden noch heute, und dass der Ruf des Vorfahren auf die letzten Tage seines Lebens reduziert wurde, wobei von Guddens berufliche Verdienste als Psychiater nach seinem Tod nur noch wenig Beachtung fanden. Dem endlich entgegenzuwirken, ließ das Haus Wittelsbach am 13. Juni 2025 eine Gedenktafel an der Votivkapelle nahe der Todesstelle anbringen. Die versöhnliche Geste genau 139 Jahre nach dem Tod der beiden Männer erzielte weithin mediale Aufmerksamkeit.

## Grabstätte

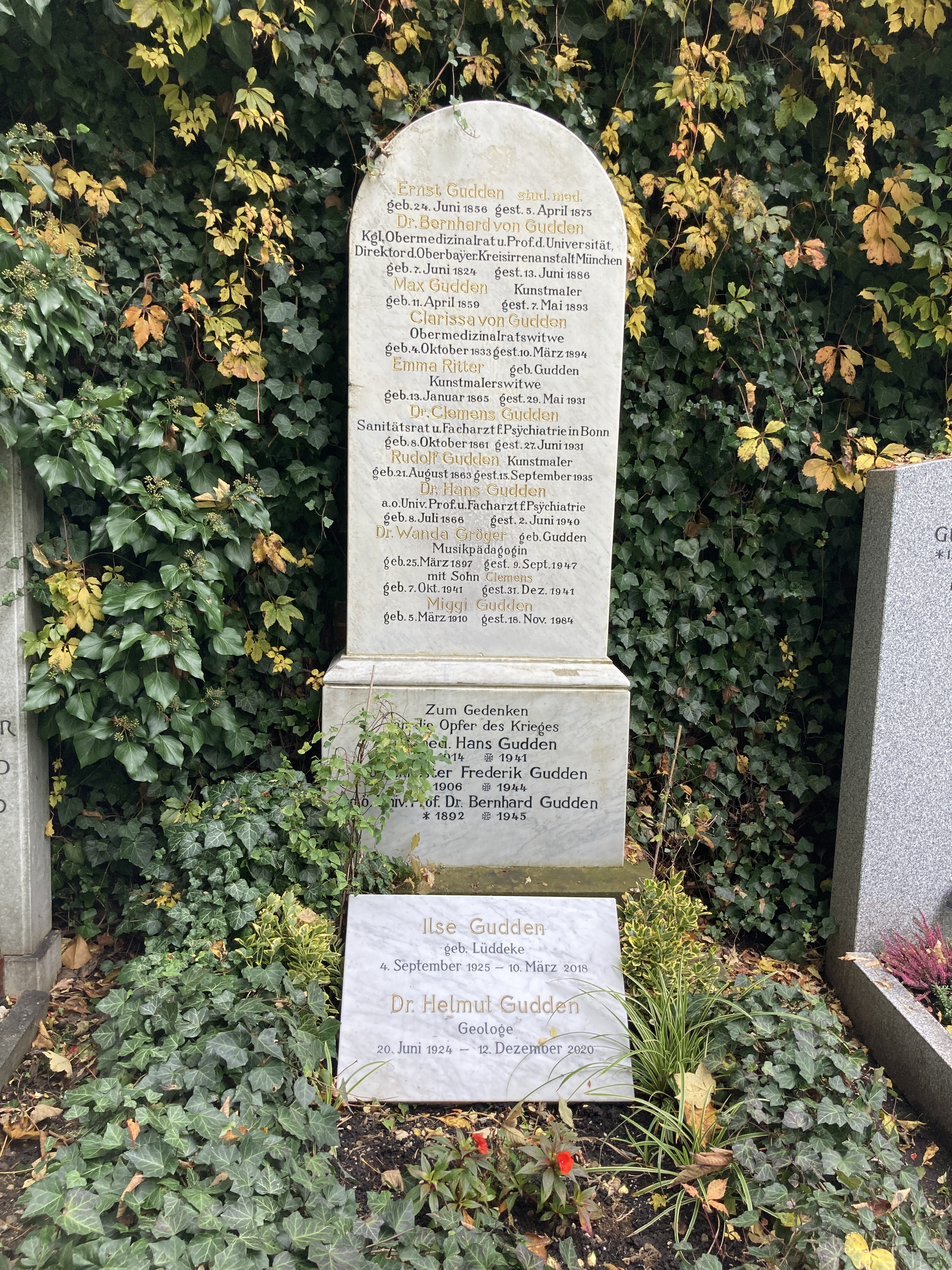
Grab von Bernhard von Gudden auf dem Münchner Ostfriedhof

Die Grabstätte von Bernhard Gudden befindet sich auf dem Münchner Ostfriedhof (Grab Mauer links Nr. 5) Standort. In diesem Grab liegen ebenso Guddens Frau Clarissa und einige seiner Kinder (Max, Emma, Clemens, Rudolf, Hans).

## Familie
Bernhard von Gudden war seit 1855 mit Clarissa Voigt (* 4. Oktober 1832; † 10. März 1894) verheiratet. Clarissa Voigt war die Tochter des Carl Wilhelm Theodor Voigt (1804–1838), Pfarrer in Siegburg und Thorn und dessen Frau Theodora Anna Rebekka Jacobi (1807–1890). Theodora Anna Rebekka Jacobi wiederum war die Enkelin des Psychiaters Maximilian Jacobi, bei dem Bernhard Gudden Assistenzarzt in Siegburg gewesen war. Bernhard Guddens Schwiegermutter war Anna Frederike Petrina Claudius, eine Tochter des Dichters Mathias Claudius. Bernhard Gudden hatte neun Kinder. Bekannter wurden folgende:
- Anna Gudden (1857–1915), verheiratet mit dem Nürnberger Psychiater und Universitätsprofessor Hubert von Grashey (1839–1914), der nach dem Tode Bernhard von Gudden dessen Münchner Lehrstuhl für Psychiatrie und die Leitung der oberbayerischen Kreis-Irrenanstalt übernahm. Der gemeinsame Sohn des Ehepaars war der Radiologe Rudolf Grashey (1876–1950).
- Max Gudden (1859–1893), Kunstmaler
- Clemens Gudden (1861–1931), Nervenarzt und Anstaltsleiter
- Rudolf Gudden (1863–1935), Maler
- Emma Gudden (1865–1931), verheiratet mit dem Maler Paul Ritter
- Hans Gudden (1866–1940), Psychiater

## Auszeichnung
- 1875  Verdienstorden der Bayerischen Krone (Ritter)
- 1883 von Graefe Preis der Deutschen Ophthalmologischen Gesellschaft

## Veröffentlichungen (Auswahl)
- Beiträge zur Lehre von den durch Parasiten bedingten Hautkrankheiten. Ebner & Seubert, Stuttgart 1855 (Digitalisat in der Google-Buchsuche).
- Beitrag zur Lehre von der Scabies. In: Würzburger medicinische Zeitschrift. Bd. 2 (1861), S. 301–319; zweite vermehrte Auflage: Stahel, Würzburg 1863 (Digitalisat).
- Experimental-Untersuchungen über das Schädelwachstum. Oldenbourg, München 1874 (Digitalisat).
- Über ein neues Microtom. In: Archiv für Psychiatrie und Nervenkrankheiten. Bd. 5 (1875), S. 229–234 (Digitalisat).

## Rezeption
Angela Steidele stellt in ihrem Briefroman Rosenstengel Gudden als Schlüsselfigur einer Intrige um Ludwig II. dar.